# Enrique Beltrán Navarrete
Enrique Ponciano Beltrán Navarrete (Santiago, 28 de diciembre de 1958)  es un político chileno. 
Egresado de la carrera de técnico en mecánica industrial con mención en mantención de la INACAP, está casado y tiene tres hijos.

## Trayectoria pública
Su trayectoria ha estado ligada siempre al trabajo comunitario y el contacto directo con los vecinos. Por muchos años estuvo al lado de figuras públicas como parlamentarios y alcaldes.
En el periodo 2006 a 2010 se desempeñó como asesor y encargado territorial del exdiputado y entonces ministro de Vivienda y Urbanismo Cristián Monckeberg, destacando por su trabajo con agrupaciones de vecinos y otras organizaciones. Dada su experiencia en el territorio y conocimiento de la comuna, se integra al equipo de la Municipalidad de Lo Barnechea, desempeñando diversas labores en el área comunitaria.
En el año 2013, el exintendente Metropolitano, Juan Antonio Peribonio, le asigna la tarea de ser jefe de la Unidad Territorial de la Intendencia Metropolitana, cargo que desempeñó hasta el 11 de marzo de 2014. En esas labores le correspondió dirigir acciones concretas en emergencias en la región, desplegando equipos en terreno para la difusión de las políticas públicas, gobierno en terreno y asesoría al Intendente en materias de trabajo en las comunidades.
Posteriormente, retorna a sus labores en la Municipalidad de Lo Barnechea, hasta que el presidente Sebastián Piñera lo designó Delegado Provincial de Santiago, el 11 de marzo de 2018.
Entre el 24 de enero y el 3 de febrero de 2020 asumió como Intendente de la Región Metropolitana en forma de suplente, mientras Felipe Guevara se encontraba suspendido de sus funciones a causa de una acusación constitucional.